# 玉越工業
株式会社玉越工業（たまこしこうぎょう）は、東京都に本社を置く企業。自転車および部品の製造・輸入を中心に様々な事業を展開している。社団法人自転車協会の正会員である。

## 沿革
- 1950年（昭和25年） - 玉越工業として設立する。